# Santiago Cañizares
Santiago Cañizares, właśc. José Santiago Cañizares Ruiz (wym. [sanˈtjaɣo kaɲiˈθaɾes]; ur. 18 grudnia 1969 w Puertollano) – hiszpański piłkarz występujący na pozycji bramkarza oraz kierowca rajdowy.

## Kariera klubowa
Santiago Cañizares zawodową karierę rozpoczynał w 1988 roku w Realu Madryt, gdzie podstawowym bramkarzem był wówczas Francisco Buyo. Sezon 1989/1990 Cañizares spędził w Realu Madryt Castilla, a następnie działacze "Królewskich" zdecydowali się wypożyczyć go do Elche CF. Na tej samej zasadzie w późniejszym czasie hiszpański golkiper trafił do Méridy oraz Celty Vigo. W 1994 roku Cañizares powrócił do Realu, gdzie najpierw był zmiennikiem dla Francisco Buyo, a następnie dla Bodo Illgnera. Razem z madrycką drużyną Santiago w 1995 i 1997 roku wywalczył mistrzostwo Hiszpanii, a w 1998 roku zwyciężył w rozgrywkach Ligi Mistrzów.
Latem 1998 roku Cañizares podpisał kontrakt z Valencią. W nowym klubie miał zastąpić Andoniego Zubizarretę, który zakończył piłkarską karierę. Razem z ekipą „Nietoperzy” hiszpański bramkarz odnosił wiele sukcesów. W 1999 roku wywalczył Puchar Króla i Superpuchar Hiszpanii, w 2000 i 2001 roku dotarł do finału Champions League, a w 2004 roku wywalczył Puchar UEFA i Superpuchar Europy. 20 grudnia 2007 roku Cañizares oraz David Albelda i Miguel Ángel Angulo zostali odsunięci od kadry Valencii przez nowego trenera Ronalda Koemana. Wychowanek Realu nie mógł już jednak zmienić zespołu, ponieważ rozegrał już w sezonie cztery ligowe mecze. Gdy nowym szkoleniowcem „Nietoperzy” został Voro, Cañizares powrócił do drużyny, a z powodu kontuzji Timo Hildebranda i Juana Luisa Mory wystąpił w wygranym 3:0 pojedynku z CA Osasuna.
16 maja 2008 roku Cañizares zgodził się na rozwiązanie swojego kontraktu z Valencią, który miał obowiązywać do lata 2009 roku. Ostatni mecz rozegrał dwa dni później, 18 maja w zwycięskim 3:1 meczu przeciwko Atlético Madryt, po czym zakończył sportową karierę. W ostatnim roku gry w Valencii Cañizares razem z drużyną wywalczył Puchar Króla.

## Kariera reprezentacyjna
W 1992 roku Cañizares razem z reprezentacją Hiszpanii wziął udział w Igrzyskach Olimpijskich w Barcelonie, na których razem z drużyną narodową na turnieju piłkarskim wywalczył złoty medal. Oficjalny debiut w reprezentacji zaliczył 17 listopada 1993 roku w wygranym 1:0 meczu z Danią rozegranym w Sewilli. Wszedł na boisko w 10. minucie, kiedy to pierwszy bramkarz reprezentacji Hiszpanii, Andoni Zubizarreta, otrzymał czerwoną kartkę za faul na Michaelu Laudrupie. Znakomita postawa Cañizaresa przez resztę meczu walnie przyczyniła się do awansu Hiszpanii na mundial 1994 w USA kosztem Danii, ówczesnego mistrza Europy (Euro '92).
Razem z drużyną narodową Cañizares uczestniczył kolejno w Mistrzostwach Świata 1994, Mistrzostwach Europy 1996, Mistrzostwach Świata 1998, Mistrzostwach Europy 2000, Mistrzostwach Europy 2004 oraz Mistrzostwach Świata 2006, jednak na żadnym z tych turniejów Hiszpanie nie zajęli medalowego miejsca. Wychowanek Realu Madryt nie wziął natomiast udziału w Mistrzostwach Świata 2002, a z udziału w tym mundialu wyeliminowała kontuzja, której nabawił się upuszczając butelkę z wodą kolońską na stopę. Łącznie dla reprezentacji swojego kraju Cañizares rozegrał 46 spotkań.

## Kariera rajdowa
Po zakończeniu kariery piłkarskiej Cañizares postanowił startować w rajdach samochodowych. W latach 2010 i 2011 brał udział w rajdowych mistrzostwach Hiszpanii startując Suzuki Swiftem z pilotem Danim Cué.